# Neudeck (Langenbrettach)

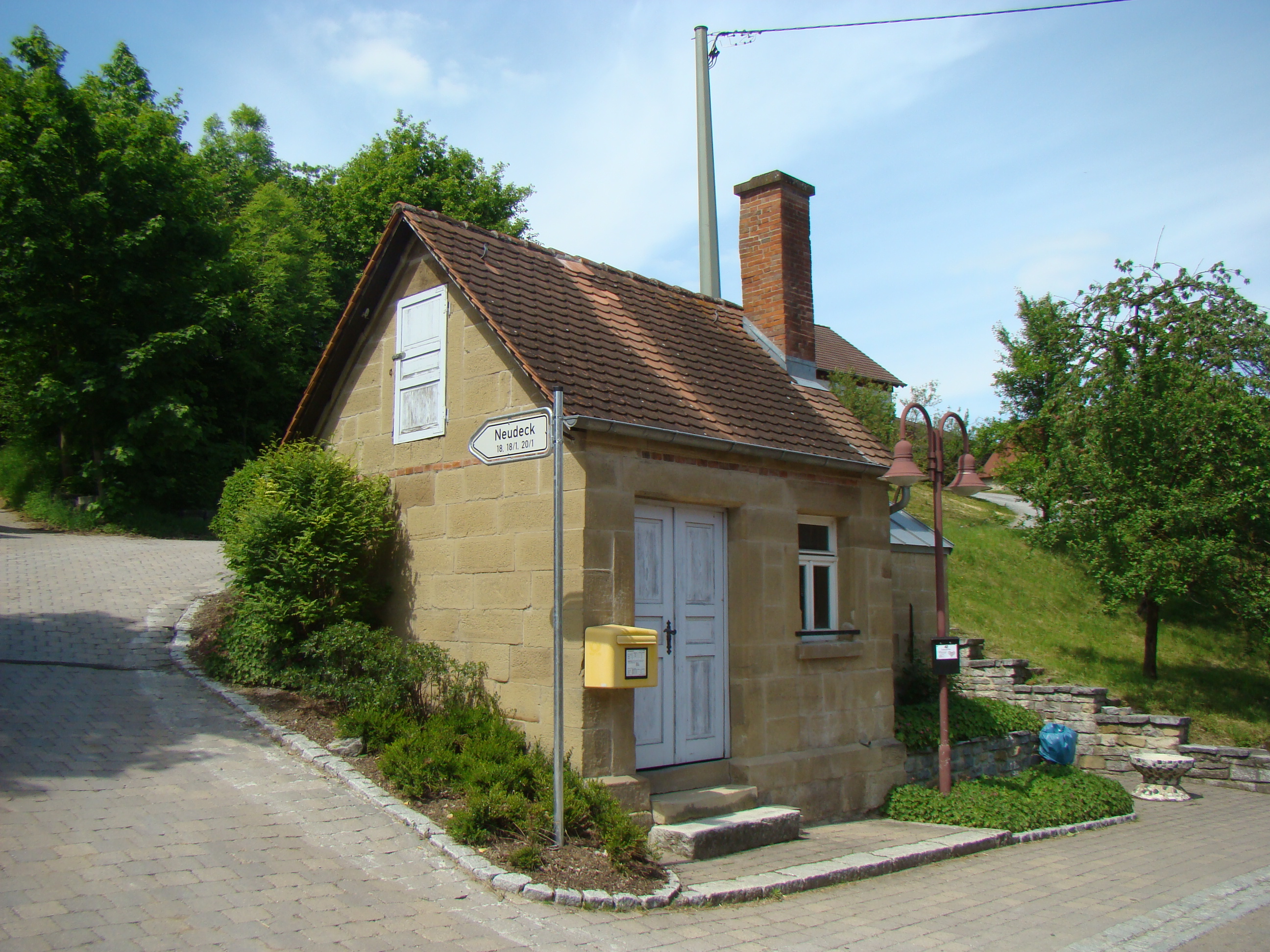
Altes Backhaus in Neudeck

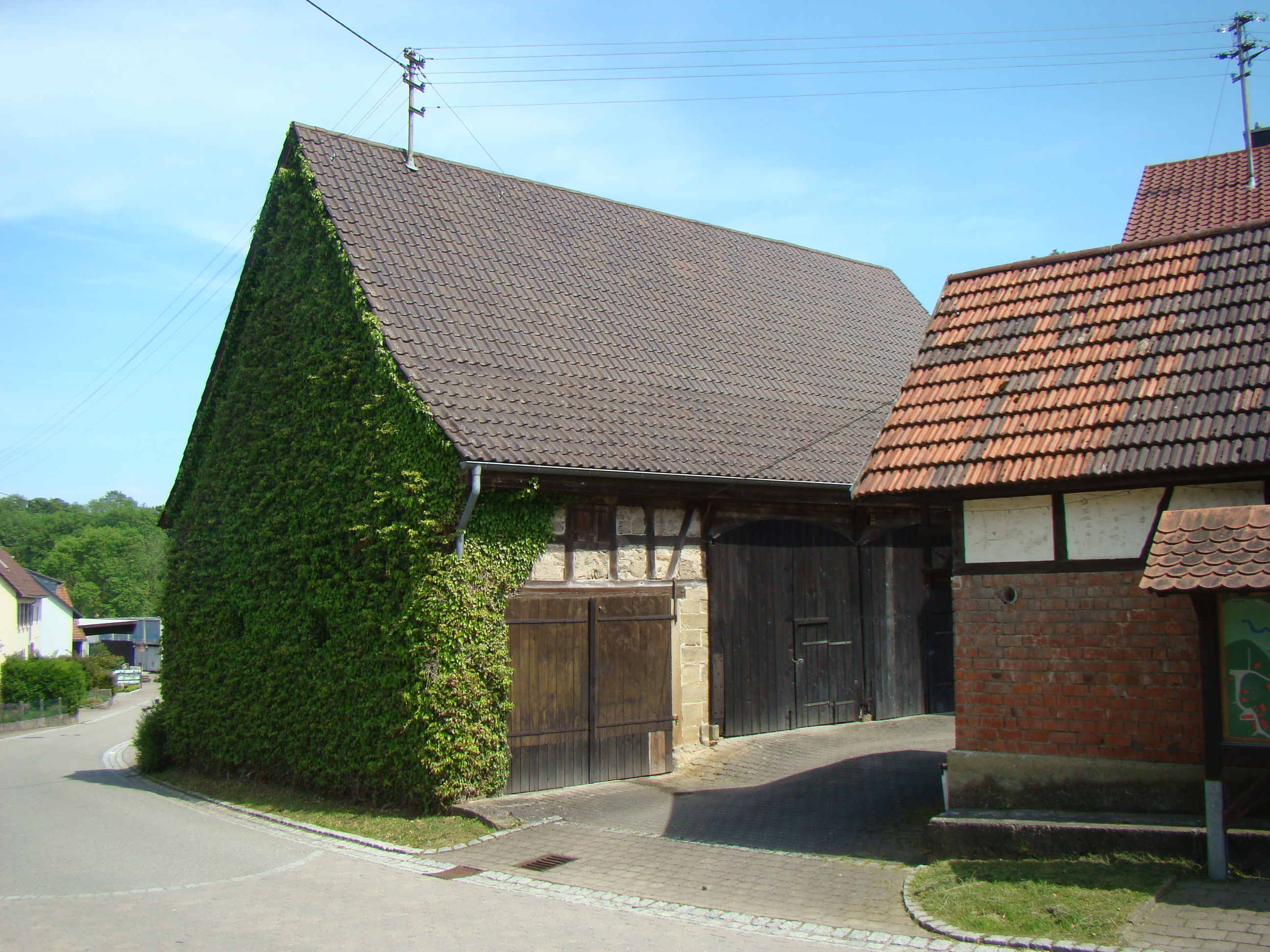
Landwirtschaftliche Nutzgebäude in Neudeck

Neudeck ist ein zu Langenbrettach im Landkreis Heilbronn im nördlichen Baden-Württemberg zählender Weiler. Der Weiler hatte am 3. Dezember 2022 143 Einwohner.

## Lage
Neudeck liegt ungefähr einen Kilometer südöstlich der Ortsmitte des Langenbrettacher Ortsteils Langenbeutingen.

## Geschichte
Im Ort befand sich einst die Burg Neudeck, Sitz der Herren von Neudeck. Mit dem Niedergang des Adelsgeschlechts kam der Ort an Hohenlohe. Engelhard von Neudeck verkaufte 1326 einen Teil von Burg und Dorf Neudeck an Konrad von Helmstatt, einen anderen Teil 1330 an Kraft von Hohenlohe. 1332 und 1334 erfolgten weitere Verkäufe von Anteilen an Neudeck, Beutingen und Weyer. 1335 kamen auch die Helmstatt’schen Anteile in Neudeck an Hohenlohe. 
Die Burg wurde um 1800 abgetragen, ihre Steine wurden als Baumaterial für Straßen und Gebäude verwendet.
Im Nordosten des Weilers befand sich einst eine Mühle, die von einem von der Brettach abzweigenden Mühlkanal betrieben wurde.